# Pterochaos nebulosus
Pterochaos nebulosus är en skalbaggsart som först beskrevs av Voet 1778.  Pterochaos nebulosus ingår i släktet Pterochaos och familjen långhorningar.
Artens utbredningsområde är:
- Angola.
- Benin.
- Gabon.
- Ghana.
- Niger.
- Senegal.
- Sierra Leone.

Inga underarter finns listade i Catalogue of Life.